# Jacobus Johannes Fouché
Jacobus Johannes Fouché (6 czerwca 1898 w Wepener w Wolnym Państwie Orania – 20 września 1980 w Kapsztadzie) – prezydent RPA w latach 10 kwietnia 1968 - 9 kwietnia 1975.
Urodził się w burskiej Republice Oranii w 1898 roku. W latach 1951–1959 był Administratorem Wolnego Państwa Oranii, następnie został (do 1965) ministrem obrony RPA, a później na dwa lata ministrem rolnictwa i gospodarki wodnej. Został w 1968 roku wybrany prezydentem RPA, w miejsce Theophilusa Ebena Döngesa, który nie zdążył objąć urzędu przed śmiercią. Sprawował ten urząd do 1975 i był jedynym, który był prezydentem całą kadencję.

## Życiorys
Dorastał na rodzinnej farmie Babel w dystrykcie Rouxville, gdzie uczęszczał do szkoły. Studia ukończył w Victoria College w Stellenbosch, a następnie powrócił w rodzinne strony i stał się czołowym przedstawicielem miejscowych społeczeństw agrarnych. Karierę polityczną rozpoczął, kiedy dostał się do Izby Zgromadzenia, wybrany z listy Zjednoczonej Partii Narodowej. W latach 1951–1959 był Administratorem Wolnego Państwa Oranii, a następnie w latach 1959-1965 sprawował urząd ministra obrony RPA. W latach 1966–1968 był ministrem usług technicznych rolnictwa i gospodarki wodnej. 
19 lutego 1968 został wybrany na prezydenta Republiki Południowoafrykańskiej, urząd sprawował do 9 kwietnia 1975.